# محمد جميل القليوبي
محمد جميل القليوبي (مواليد 7 أبريل 1937 - القاهرة، مصر) هو مبارز مصري، شارك في الألعاب الأولمبية الصيفية 1960، 1964 و1968 ومثل الجمهورية العربية المتحدة خلال دورة ألعاب 1960. انتقل فيما بعد إلى الولايات المتحدة وعمل كمدرب للمبارزة في كلية ويليسلي حتى إعلان تقاعده عقب موسم عام 2015.